# Расим Хашмет Акал
Рашим Хашмет Акал (на турски: Rasim Haşmet Akal) е османски поет, философ и просветен деец.

## Биография
Роден е в 1880 година в Солун, тогава в Османската империя. Става учител по литература и философия. Член е на Социалистическата работническа федерация и Комитета за единство и прогрес. Акал редактира турската секция на вестника „Работнически вестник“. Започва да пише поезия още в студентските си години и публикува творбите си в редица издания. Повлиян е от Лев Толстой. Умира в 1918 година в Цариград. Баща е на художника Хашмет Акал.